# 弗雷·佩德罗·德·甘特学院
弗雷·佩德罗·德·甘特学院是位于墨西哥索諾拉州诺加利斯的一所罗马天主教学校。它由伊格纳西奥·德拉托雷神父（通常称为纳乔神父）于1946年创立。

## 学校级别
学校分为四个级别：
- Preescolar/Jardín de Niños（相当于幼儿园）
- Primaria（相当于美国1-6年级）
- Secundaria（相当于美国7-9年级）
- Prepatoria（相当于美国10-12年级）